# Заріпова Рина Баянівна
Ріна Баянівна Заріпова, а також Ріна Заріфова (iм'я при народженні Рена Баяновна Агумова; 12 березня 1941 — 10 квітня) — журналістка, викладачка, перекладачка, заслужений працівник культури Татарстану (1995), лауреатка журналістського конкурсу "Бәллүр каләм" ("Кришталеве перо") (2001). 
У 1973-2002 рр. завідувала відділом листів газети «Татарстан яшьләре» («Молодь Татарстану»). Її статті охоплюють широке коло питань, пов'язаних з проблемами моральності, виховання, сім'ї та ін.

## Життєпис
Народилася в селі Миннярово 12 березня 1941 року в родині вчителів Масрури Заріфулліної та Фатхельбаяна Агумова. Дата народження зафіксована в документах з помилкою як 19 березня. Всього в сім’ї було 8 дітей.
Фатхельбаян походив з родини потомствених мулл, мати і двоє його братів були розстріляні в 1930, 1936, 1937 рр.відповідно, самому ж Фатхельбаяну з сім'єю довелося постійно переїжджати. З боку Фатхельбаяна Рина Заріпова полягає в далекій спорідненості з журналісткою Альфією Самат, письменницею Файрузою Муслімовою і викладачем Таки Закієвим.
Фатхельбаян Агумов бере участь у Німецько-радянської війні. Після війни сім'я тимчасово переїхала в Казкай, а потім в Новий Алім. Потім сім’я переїхала до Старого Султангола, Шаріфа і, нарешті, до Верхнього Гараю. У Верхньому Гараю Ріна закінчує десятирічну школу.
У 1960 році успішно складає іспити і вступає на російсько-татарський філологічний факультет Єлабузького педінституту. У 1965 році закінчує його і отримує направлення викладати російську мову і літературу в середній школі села татарські Сарали Лаїшевського району.
У 1966 році вона одружилася з учителем фізики Захітом Заріфовим. У 1968 році сім'я переїжджає в Казань, 20 лютого 1968 року Рину Заріпову беруть на роботу в газету "Татарстан яшьләре" перекладачем. У 1973 р. вона очолила заочний відділ листів і обіймала цю посаду до 30 вересня 2002 р.
13 лютого 1995 року Указом Президента Республіки Татарстан за досягнення в галузі друку їй було присвоєно звання Заслуженого працівника культури. 17 травня 2001 року вона була нагороджена премією лауреата на конкурсі журналістів «Бәллүр каләм»   .
З моменту виходу на пенсію 2002 року Ріною Заріповою написані твори в газетах "Татарстан яшьләре", "Татар иле" ("Татарський світ"), "Ватаным Татарстан" ("Моя батьківщина Татарстан"), "Шәһри Казан" ("Місто Казань"), "Мәгърифәт" ("Просвітництво"), "Молодежь Татарстана" (Молодь Татарстану"), журналі "Идель" ("Волга"). 
У 2003 році на телеканалі «Татарстан-Яңа гасыр» ("Татарстан - Нове століття") вийшла програма «Адам і Єва», яка присвячена родині Заріфових.
Після виявлення ракових пухлин, в останні роки життя журналістки проводяться дві операції.  Померла від раку 10 січня 2008 року в Казані. Вона була похована на Мусульманськом кладовище Казані в урочищі Мамадишський  .

### Пам'ять
5 березня 2021 року, на честь 80-річчя журналіста на "Радіо Татарстан" готується передача Раїля Садрі під назвою "Роздаючи душевне тепло". У березні та квітні 2021 р. були опубліковані статті, присвячені Ріні Заріповій, серед яких «Життєвий шлях як творчість», «Наша повірниця» та «Повірниця тисячі».

## Молодь Татарстану
Ріна Заріпова , як керівник відділу молодіжних листів Татарстану, також веде популярні рубрики, тісно пов’язані з цим відділом.

### Рубрика "Повірниця"
Ріну Заріпову читачі Татарської Сарали знайомлять зі рубрикою "Сердәш" ("Повірниця") "Молоді Татарстану  . У цій рубриці, відкритій журналісткою Суфією Ахметовою, яка завідувала в той час відділом листів, читачі газети ділилися своїми питаннями з надією отримати підтримки газети і читачів в питаннях моральності, виховання, сім'ї та ін. Дана рубрика була тісно пов'язана з відділом листів газети.
З 20 лютого 1969 року Ріна Заріпова почала працювати в газеті "Татарстан яшьләре". Спочатку виконує посаду перекладача і помічниці завідуючої відділом листів журналістки Суфії Ахметової. З відходом Суфії Ахметової на пенсію, протягом декількох років з 1970 року відділом листів і цією рубрикою керували різні люди: Фаріт Хакімзянов, Галія Раімова, Фаріт Галієв та ін. Потім відділ листів і "Сердәш" переходять у відання Рини Заріпової.
У 1976 році вокально-інструментальному ансамблю, створеному Габідуллою Хурматулліним в м. Набережні Челни при молодіжному центрі «Гренада» (пізніше переїхав до Палацу культури «КамАЗ»), було присвоєно ім'я "Сердаш" на честь сторінки "Татарстан яшьләре". 

### Рубрика "Субота"
Рубрика газети "Субота" була присвячена різним видатним особистостям ТАРСР, часто публікуються пісні відомих композиторів з нотами за заявками читачів. Через те, що читачі нерідко просили публікацій пісень Сари Садикової, Рині Заріповій доводилося регулярно бачитися з нею, що згодом їх зблизило і здружило. 

## Книги

### Перша книга

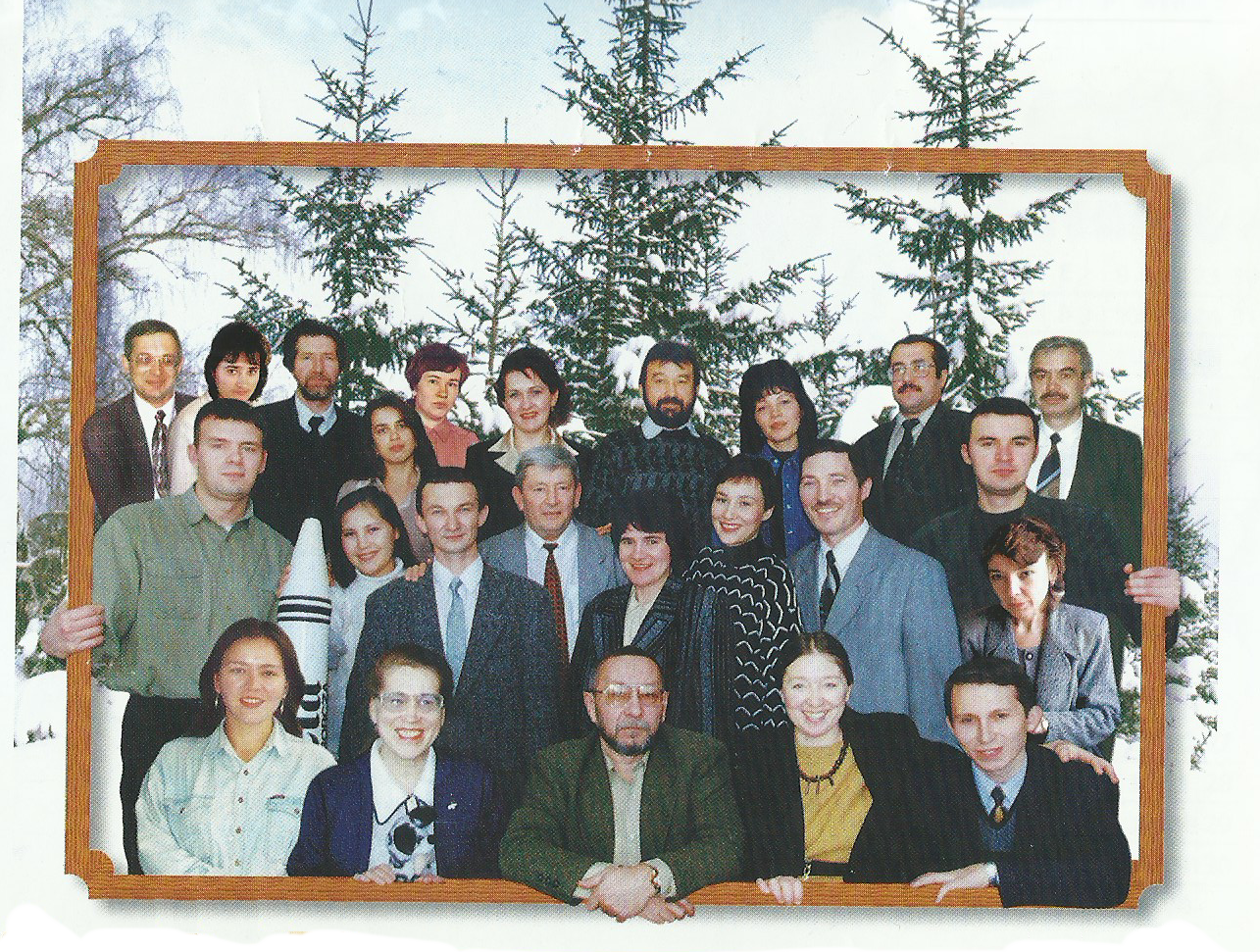
"Татарстан яшьләре" вітає новий 2000 рік: Р. Заріпова, друга з тих, що сидять (зліва)

У 1982 році в татарському книжковому видавництві вийшла книга Ріни Заріпової, заснована на статтях за листами читачів різних років. Книга розкриває проблеми моральності, виховання, суспільства, тісно пов'язані з темою сім'ї; кожен розділ завершується висновком автора.

### Інші книги
У 1980-1990-і роки нариси Ріни Заріпової публікувалися в ряді збірок, пов'язаних з проблемами суспільства, моралі і виховання. Серед них збірник 1990 року "На семи перехрестях", складений Газінуром Валєєвим, і збірник 1991 року "Покаяння", складений Язілей Абдулкадирової спільно з Риною Заріповою.

## Сім'я
Її чоловік, Захіт Садрісламович Заріфов, багато років був старшим викладачем загальної та прикладної фізики в Казанському авіаційному інституті. Виховували чотирьох дітей.

## Нагороди, почесні звання
- 13 лютого 1995 р. - заслужений працівник культури Республіки Татарстан
- 2001 - переможець конкурсу «Бәллүр каләм»
- 2005 - медаль «Пам’яті 1000 -річчя Казані»

## Спадщина

### Статті
- Зарипова Рина (гыйнвар 2003). И, гомер агышлары (татар.) (10319 /11). Казан: Идел-Пресс. Архів оригіналу за 28 березня 2019. Процитовано 23 серпня 2021.
- Зарипова Рина (Март 2005). Меңнәрнең серен сыйдырган "Сердәш" (татар.) (10658 /38). Kazan: Идел-Пресс. Архів оригіналу за 31 березня 2021. Процитовано 23 серпня 2021.
- Зарипова Рина (Декабрь 2004). Онытылмас хатирәләр (татар.) (10612 /70). Kazan: Идел-Пресс. Архів оригіналу за 27 лютого 2021. Процитовано 23 серпня 2021.
- Зарипова Рина (Ноябрь 2004). Шифалы "канэчкечләр" (татар.) (10597 /55). Kazan: Идел-Пресс. Архів оригіналу за 28 березня 2019. Процитовано 23 серпня 2021.
- Зарипова Рина (Февраль 2003). Тирән мәгънәле беркатлылык (татар.) (10327 /19). Kazan: Идел-Пресс. Архів оригіналу за 23 серпня 2021. Процитовано 23 серпня 2021.

### Книги та збірки
- Зарипова, Рина (1982). Гаилә җылысы [Сімейне тепло]. Казань: Татарське книжкове видавництво. с. 56. Архів оригіналу за 23 серпня 2021. Процитовано 23 серпня 2021.
- Вәлиев, Газинур, ред. (1990). Җиде юл чатында [На перехресті семи доріг]. Казань: Татарське книжкове видавництво. с. 191. ISBN 5-298-00899-2. Архів оригіналу за 23 серпня 2021. Процитовано 23 серпня 2021.
- Абдулкадыйрова, Язилә; Зарипова, Рина, ред. (1991). Тәүбә [Покаяння]. Казань: Татарське книжкове видавництво. с. 136. ISBN 5-298-00662-0. Архів оригіналу за 23 серпня 2021. Процитовано 23 серпня 2021.

### Переклади
- Скаржинский, М.; Чекмарев, В. (1999). Базар икътисадыннан 20 дәрес: Татар гомуми белем мәкт. 10 нчы с-фы өчен дәреслек // Пер. з рос. Шәмсетдинова Г.М., Зарипова Р. Б. (татар.). Казан: Мәгариф. с. 118. ISBN 5-7761-0617-6.

### Книги
- Гыймадиева, Наҗия (2014). Мәктәбем - якты юлым. Казан, Татарстан: Идел-Пресс.
- Җиһангирова, Шәмсия (2016). Бакый бул, Баек. «Җиһангир» нәшрияты. с. 428—429.
- Зарипова, Рина (1982). Гаилә җылысы [Сімейне тепло]. Казань: Татарське книжкове видавництво. с. 56. Архів оригіналу за 23 серпня 2021. Процитовано 23 серпня 2021.
- Муратов Ф., Хуҗин Й. (2003). Актаныш - туган җирем. Казан, Татарстан: Идел-Пресс.
- Самат, Әлфия (2005). Журналист. Мин яратам сезне... (татар.). Казан: Полигран-Т. с. 229—237. ISBN 5-902724-02-3.

### Статті
- Бәхтияров, Фәрһад (4 березня 2021). Гомер юлы үзе бер сәнгатьтер (татар.) (12483/8). Татарстан яшьләре. Архів оригіналу за 22 серпня 2021. Процитовано 23 серпня 2021.
- Бәхтияри, Фәрһад (2 апрель 2021). Меңнәрнең сердәше һәм әңгәмәдәше [The confidante of a thousand]. Безнең мирас (татар.). Казан: Идел-Пресс (328 / 4). Архів оригіналу за 22 серпня 2021. Процитовано 23 серпня 2021.
- Гыймадиева, Наҗия (5 лютого 2015). Сагынабыз сезне, Рина апа (татар.) (12174/4). Казан: Идел-Пресс. Архів оригіналу за 22 серпня 2021. Процитовано 23 серпня 2021.
- Закирова, Эльмира (9 листопада 2020). Әлфия Самат бит ул! (татар.). "Сөембикә" журналы. Архів оригіналу за 22 серпня 2021. Процитовано 18 березня 2021.
- Никто не ушел от награды (рос.). Татар-информ. 2001-18-05. Процитовано 12 березня 2021.
- Сафиуллина, Назилә (11 березня 2021). Сердәшче апабыз (татар.) (12484 / 9). Казан: Идел-Пресс. Архів оригіналу за 22 серпня 2021. Процитовано 23 серпня 2021.
- Сафиуллина, Назилә (Декабрь 2006). Яңа ел - могҗиза, ә без романтиклар идек (татар.) (10929 /75). Kazan: Идел-Пресс. Архів оригіналу за 28 березня 2019. Процитовано 23 серпня 2021.
- Хәйруллина, Миләүшә (9 лютого 2008). Онытыла торган кеше түгел син, Рина апа (татар.) (11105 /17). Татарстан яшьләре. Архів оригіналу за 22 серпня 2021. Процитовано 23 серпня 2021.

## Зовнішні посилання

### Фільм
- Гаязова, Данія (2003). Адәм белән Хәва. Рина белән Заһит Зариповлар гаиләсе (татар.). телеканал "Яңа гасыр". Архів оригіналу за 23 серпня 2021. Процитовано 23 серпня 2021.

### Радіомовлення
- Садри, Раїль (5 березня 2021). Күңел җылысын өләшкәндә (татар.). Татарстан радиосы.